# Élisabeth Alexandrine de Bourbon

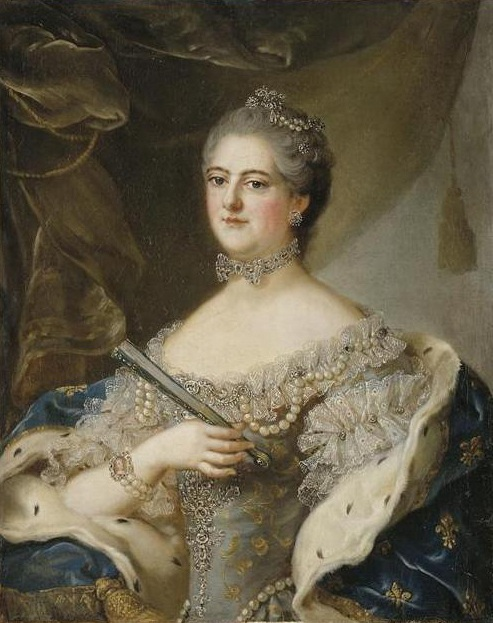
Élisabeth Alexandrine de Bourbon

Élisabeth Alexandrine de Bourbon (Élisabeth Thérèse Alexandrine; 5 septembrie 1705 – 15 aprilie 1765) a fost prințesă franceză, fiica lui Louis, Prinț Condé și a Louise-Françoise de Bourbon. Tatăl ei era nepot al Marelui Condé iar mama era fiica regelui Ludovic al XIV-lea și a metresei acestuia, Madame de Montespan.

## Biografie
Élisabeth Alexandrine s-a născut la Paris în 1705 și a fost unul din cei nouă copii ai părinților ei. Numită în onoarea surorii sale mai mari, Louise Élisabeth și a unchiului ei Louis Alexandre de Bourbon (Conte de Toulouse), a fost cunoscută după cel de-al doilea nume al ei, Alexandrine.
Ca cele mai multe dintre surorile ei ea nu s-a căsătorit niciodată. A fost considerată ca o posibilă mireasă pentru vărul ei mai mare, Louis d'Orléans, însă mătușa ei, mândra Ducesă de Orléans, voia pentru fiul ei o mireasă mai importantă. Élisabeth Alexandrine n-a jucat niciodată un rol politic proeminent. 
Ea a fost o prietenă apropiată a metresei regelui, faimoasa Madame de Pompadour, care a fost introdusă la curte de sora mai mare a Alexandrinei, Louise Élisabeth.
Ca și sora ei mai mare, Louise Anne, a deținut multe teritorii și reședințe private în afara capitalei. În 1734 ea a cumpărat Hôtel de Noirmoutier situat pe strada Grenelles în Paris. De asemenea, ea a cumpărat mai mult teren în jurul hotelului mărind astfel considerabil proprietatea. În 1744 a cumpărat domeniile Villegénis și Igny. A redecorat castelul Villegénis în 1755. Costul redecorării a fost de 430.000 de livre. Pentru a face rost de acești bani a vândut domeniul Vallery, locul tradițional al familiei Condé, familiei  de Launay pentru 280.000 de livre.
În momentul morții ea acumulase o avere din veniturile alocate inițial verișoarei ei,  Mademoiselle du Maine (1707-1743), fiica lui Louis Auguste, Duce de Maine. Élisabeth Alexandrine a murit la Paris. Nepotul ei, Louis Joseph de Bourbon, Prinț de Condé, a fost moștenitorul ei. A fost înmormântată la mănăstirea carmelită Faubourg Saint-Jacques din Paris.